# كاورو كيتامورا
كاورو كيتامورا (باليابانية: 北村薫) (28 ديسمبر 1949 في اليابان)؛ روائي ياباني.